# Tkacz (obrazy Vincenta van Gogha)

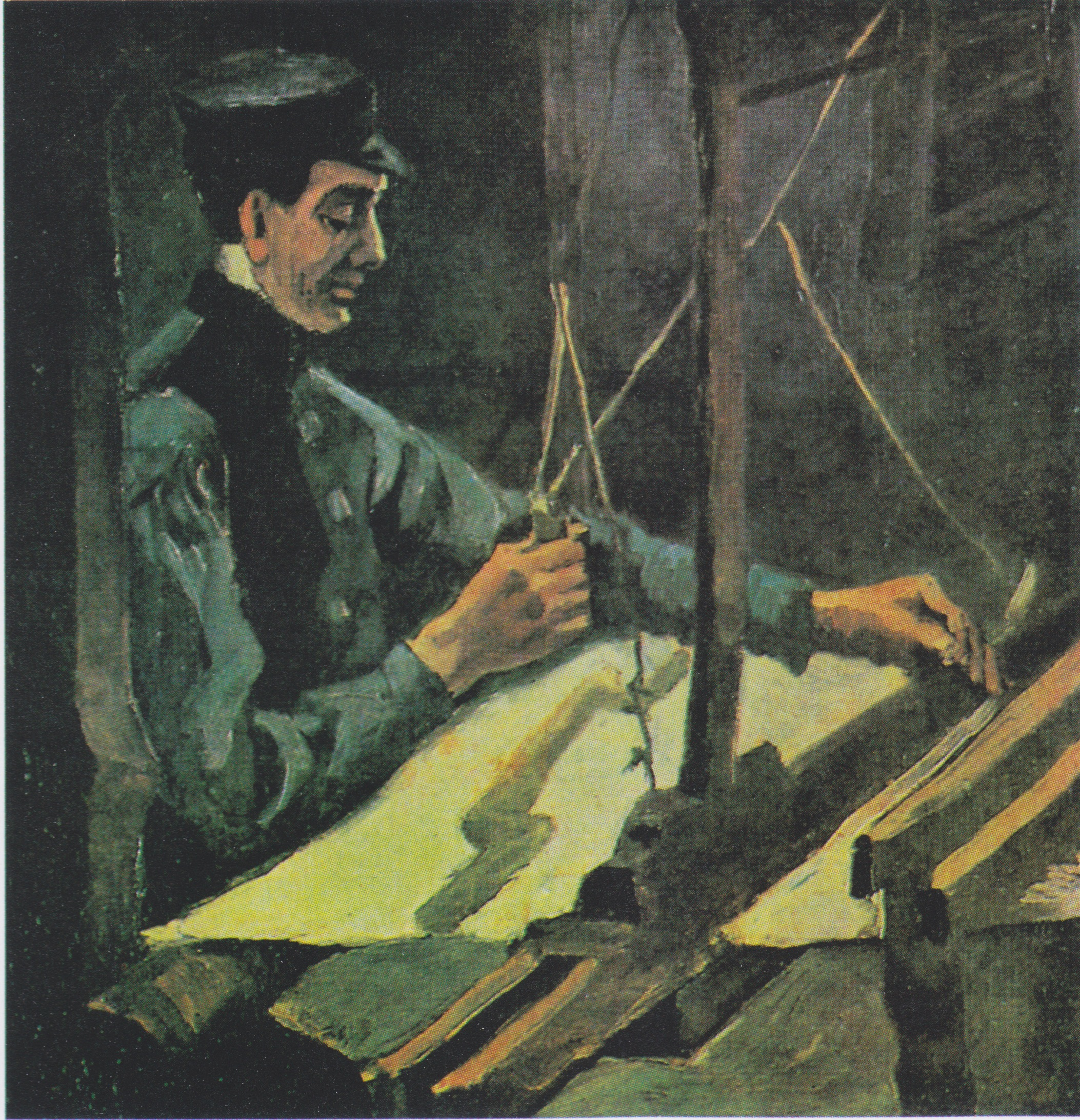
Pierwszy obraz namalowany przez Vincenta van Gogha po przybyciu do Nuenen:
Tkacz zwrócony w prawo (półpostać)
styczeń 1884
olej na płótnie
48,0 x 46 cm
Collection H.R. Hahnloser, Berno

Tkacz – seria obrazów i rysunków przedstawiających tkacza podczas pracy, wykonanych przez Vincenta van Gogha podczas jego pobytu w Nuenen (1884). Spośród rysunków i obrazów z tej serii (z których wiele prawdopodobnie zaginęło) przetrwało ok. 30.

## Historia
Po upływie kilku tygodni po przybyciu do Nuenen van Gogh bardzo szybko zaprzyjaźnił się z mieszkańcami wioski, zwłaszcza biednymi, którzy wkrótce uznali go za swojego. Pierwszymi obrazami, jakie wówczas namalował, byli tkacze pracujący przy krosnach. Artysta dzięki pieniądzom otrzymywanym od brata Theo mógł płacić tkaczom za ich pozowanie przy malowniczych krosnach. 
Van Gogh darzył pozujących mu tkaczy podobną sympatią, jak przedtem górników w belgijskim Borinage. Tkacze fascynowali go także z powodów artystycznych. Z powstałych wówczas rysunków i obrazów artysta uczynił swoisty ilustracyjny reportaż, malowniczy i ekspresyjny dzięki kontrastowi między światłem a ciemnością w ciasnych, wiejskich izbach.
Van Gogh polubił ogromne maszyny, na których pracowali tkacze i które wypełniały całe pomieszczenie powodując, iż ledwo starczało miejsca dla ojca pracującego przy krosnach i matki doglądającej dziecka w kącie. Fascynowały go również techniczne detale warsztatu tkackiego, do tego stopnia, iż na pierwszych obrazach z tej serii to właśnie krosna wydają się dominować, a pracujący na nich człowiek, niewyraźny, nieco mglisty, jawi się niczym „duch w maszynie”, jak opisywał w jednym z listów do van Rapparda. W późniejszych obrazach, jak Tkacz, widziany z przodu (nr. kat. F 30) z Kröller-Müller Museum, w Otterlo van Gogh poświęcił już więcej uwagi osobie tkacza, który panuje nad maszyną, ale też jest jej więźniem, zmuszonym pracować od rana do wieczora, aby zarobić na kawałek chleba i wyżywić rodzinę.
Van Gogh przypisywał pewne głębsze znaczenie przedstawianym przez siebie scenom ze środowiska, czując, że dostarczają one też pewnego wglądu w jego własną pracę. W pracy tkacza odnalazł metaforę do swoich codziennych zajęć, wykonywanych na płótnie lub lnie; końcowy produkt pracy jednego człowieka (tkacza) był tu punktem wyjścia dla pracy drugiego (artysty). Zapoczątkowane przez niego malowanie obrazów jako cyklu miało stać się swego rodzaju próbnym przedsięwzięciem, do doświadczeń którego będzie powracał w przyszłości poszukując czegoś nowego.

## Galeria

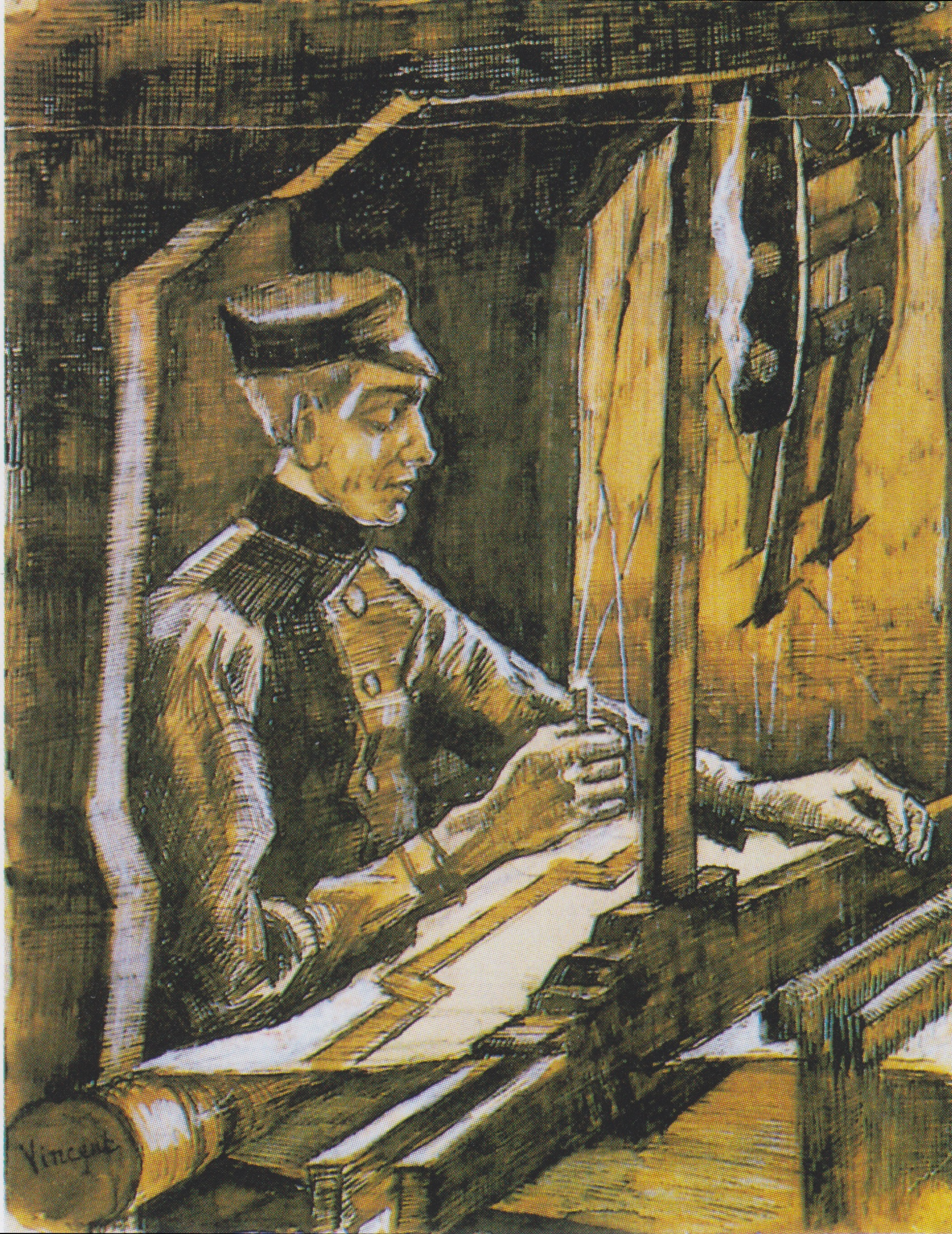
Tkacz (rysunek), nr kat.: F 1122, JH 454, styczeń/luty 1884, Muzeum Vincenta van Gogha, Amsterdam
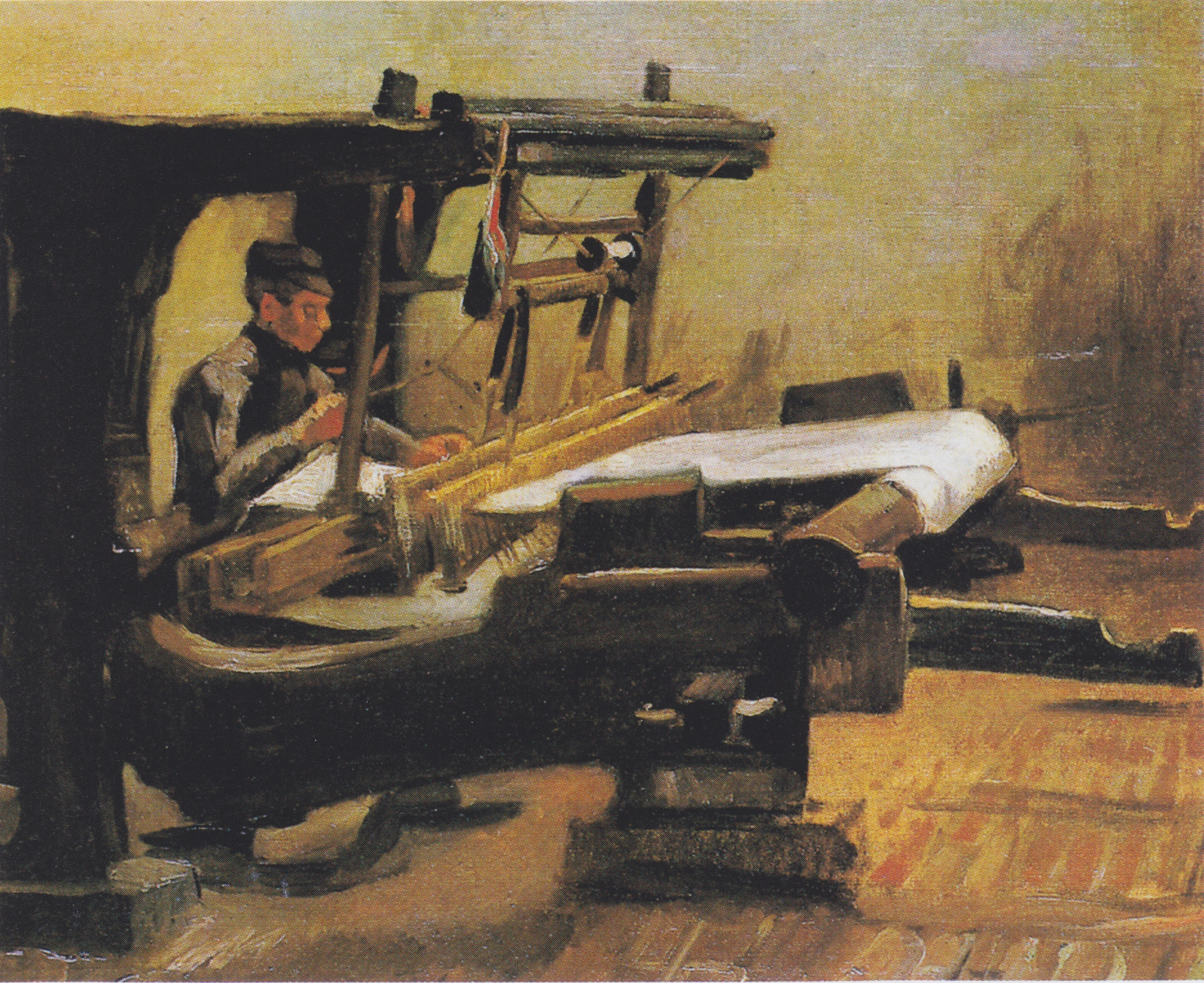
Tkacz, zwrócony w prawo, nr kat.: F 162, JH 457, luty 1884, kolekcja prywatna
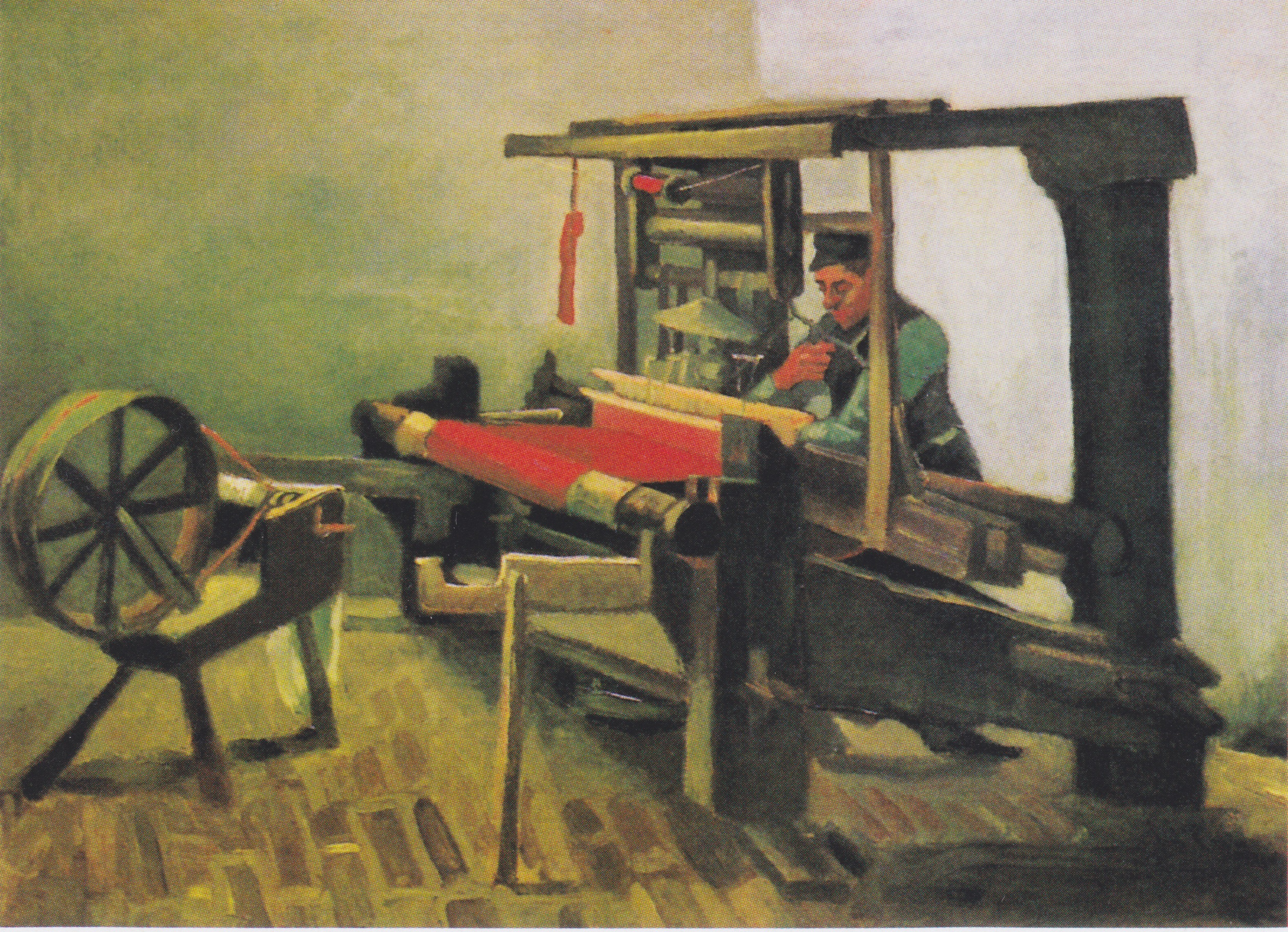
Tkacz zwrócony w lewo z kołowrotkiem, nr kat.: F 29, JH 471, marzec 1884, Museum of Fine Arts, Boston
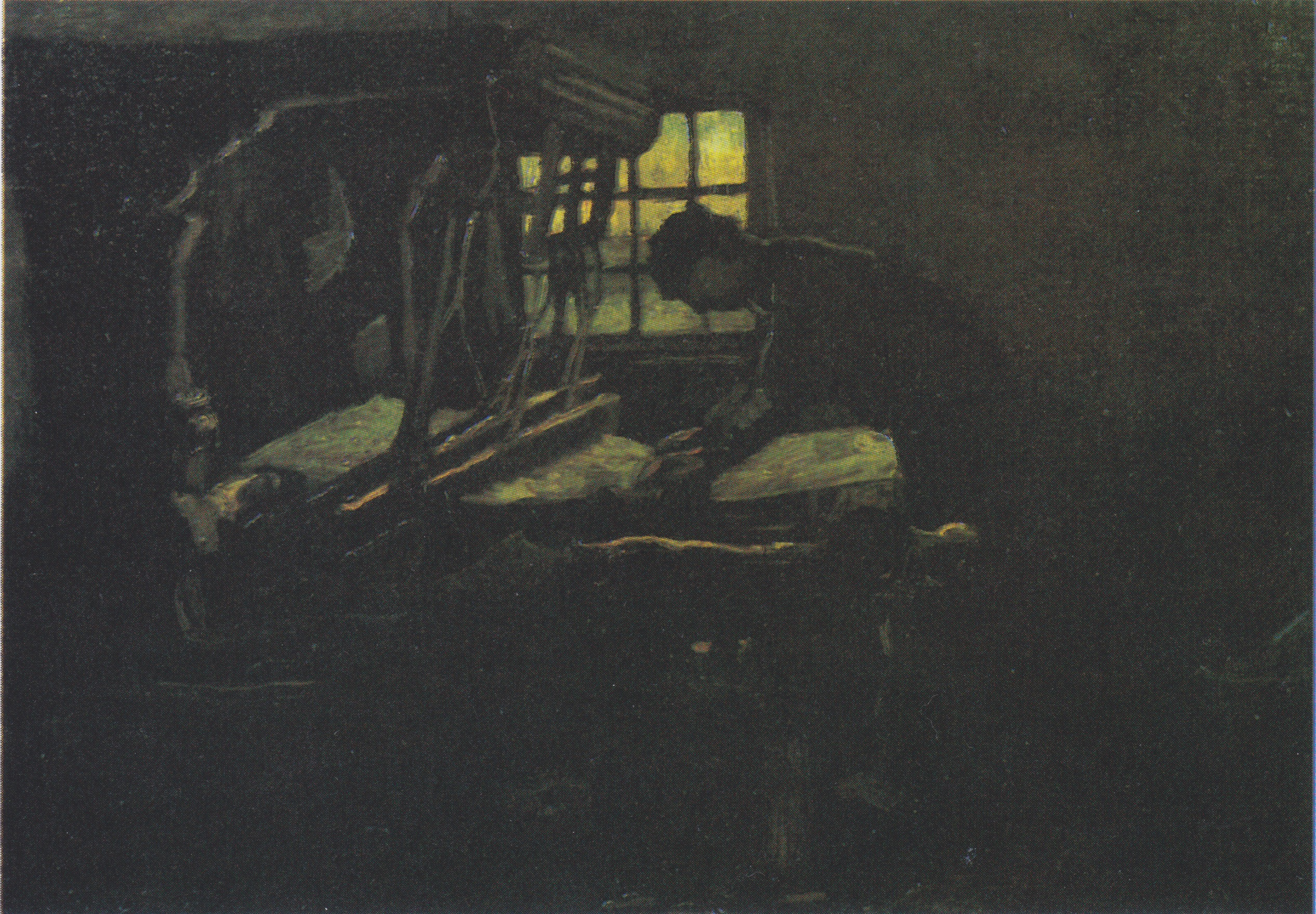
Tkacz przygotowujący krosna, nr kat.: F 35, JH 478, kwiecień-maj 1884, Kröller-Müller Museum, Otterlo
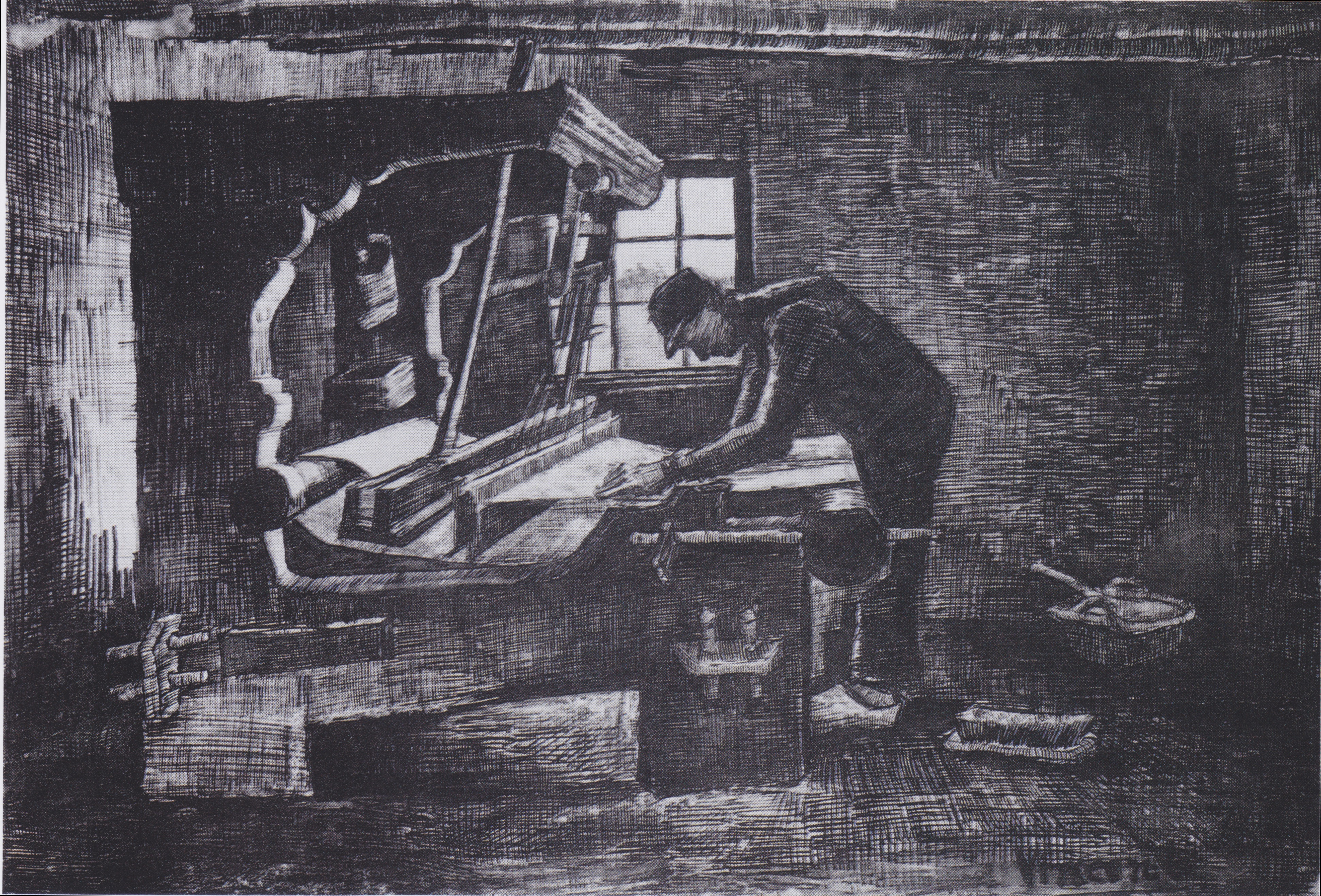
Tkacz stojący przed krosnami (rysunek), Nr kat.: F 1134, JH 481, maj 1884, Kröller-Müller Museum, Otterlo
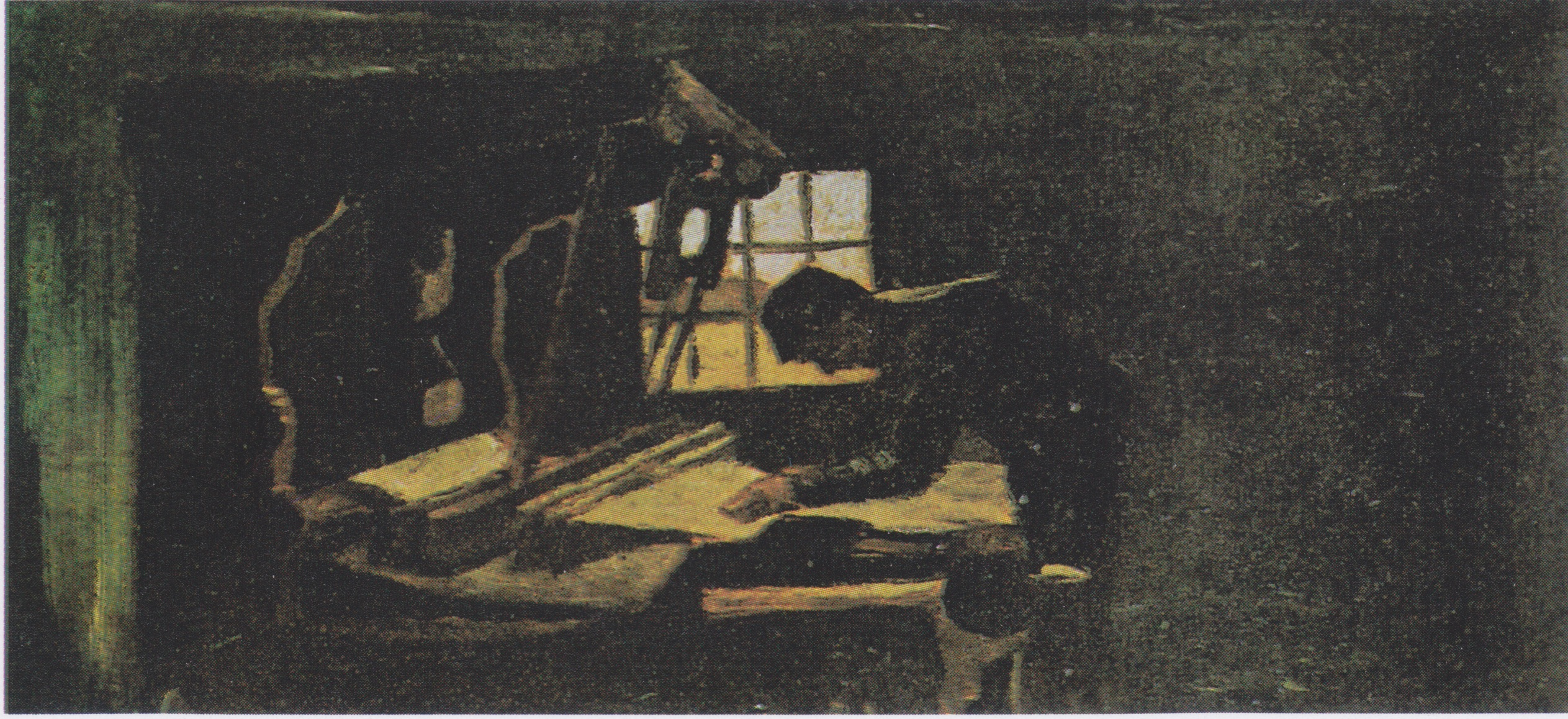
Tkacz przygotowujący krosna, nr kat.: F 32, JH 480, maj 1884, kolekcja prywatna
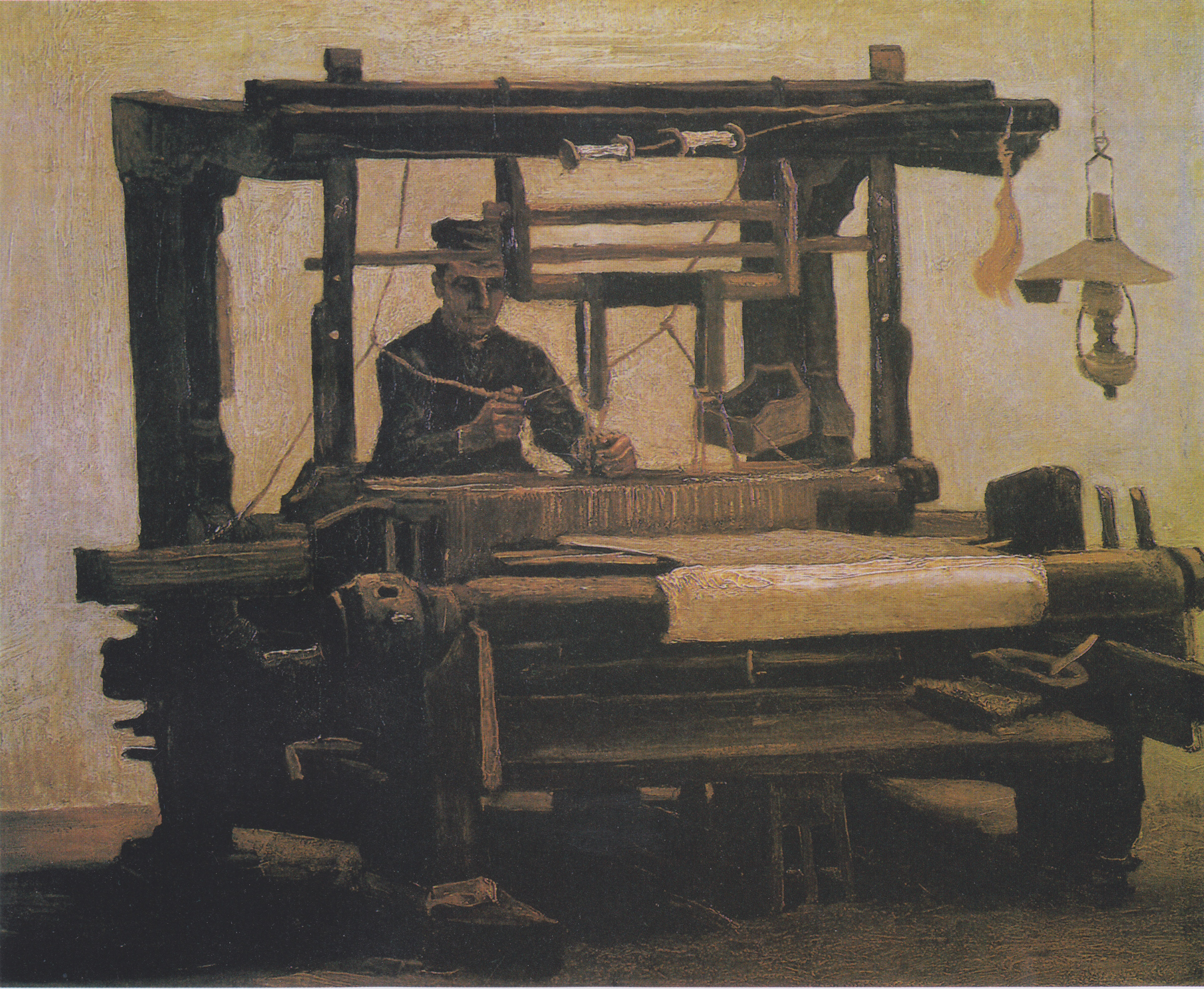
Tkacz, widziany z przodu, nr kat.: F 30, JH 479, maj 1884, Kröller-Müller Museum, Otterlo
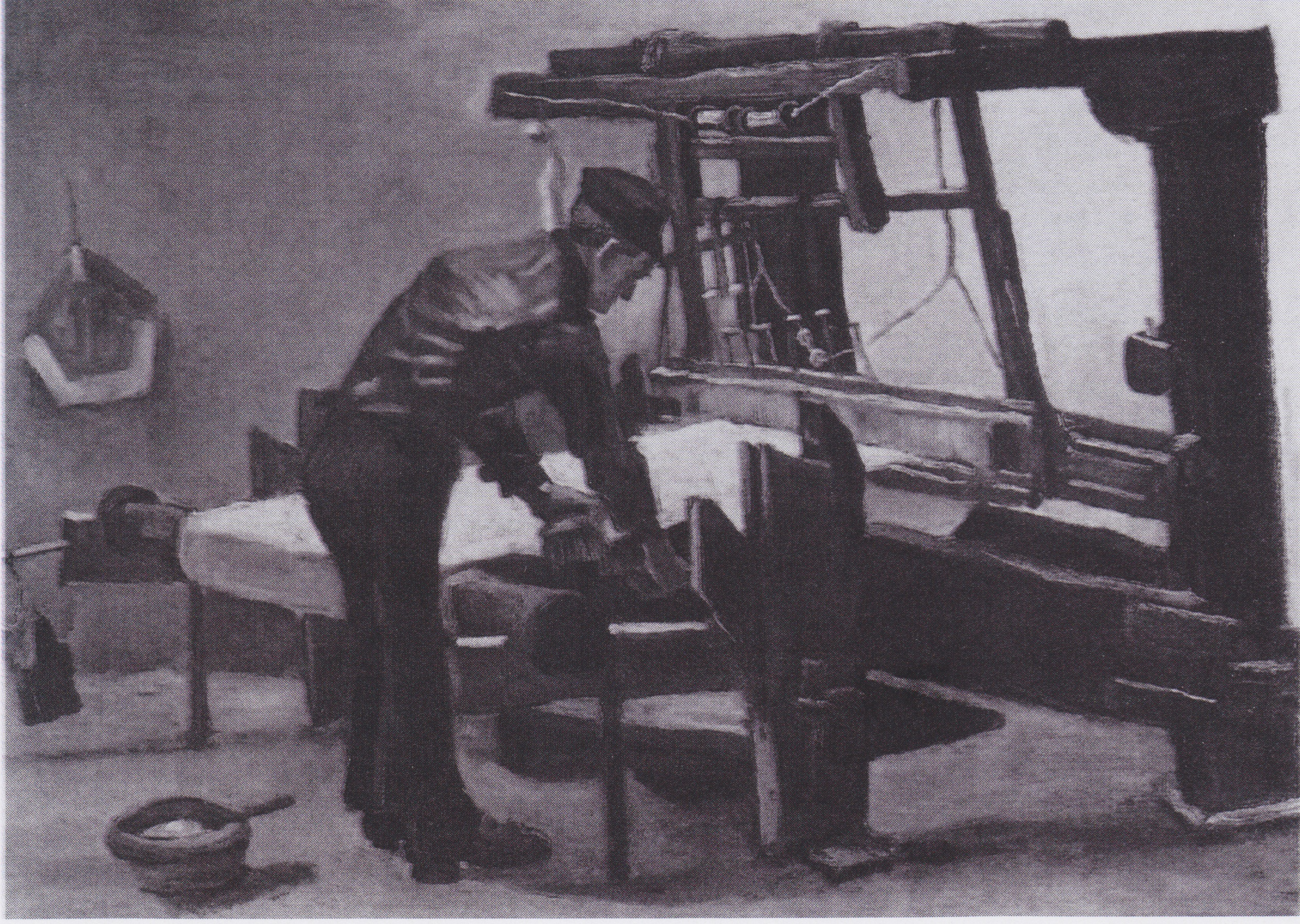
Tkacz stojący przed krosnami, nr kat.: F 33, JH 489, maj 1884, kolekcja prywatna, Paryż
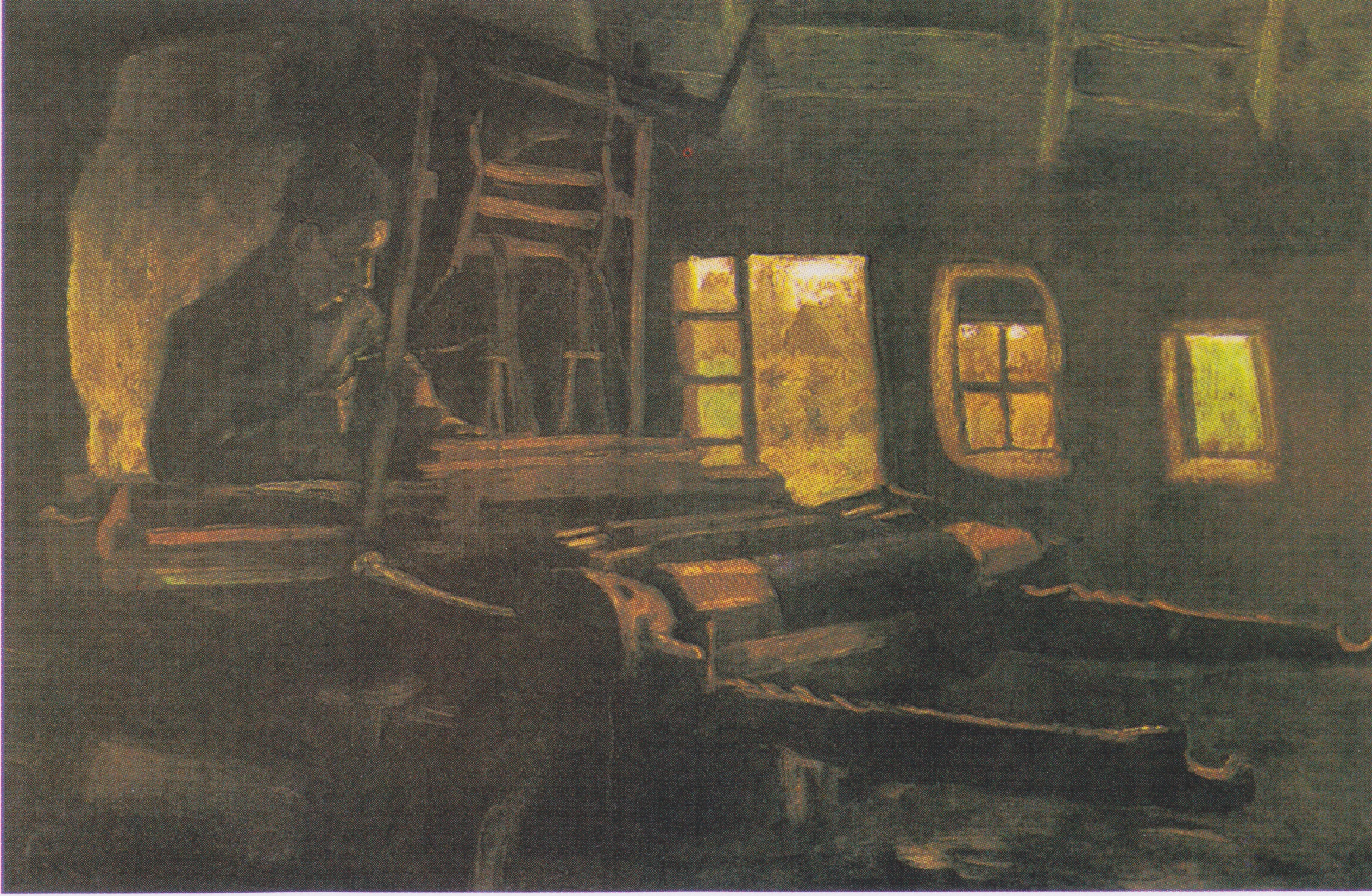
Tkacz, wnętrze z trzema małymi oknami, nr kat.: F 37, JH 501, lipiec 1884, Kröller-Müller Museum, Otterlo
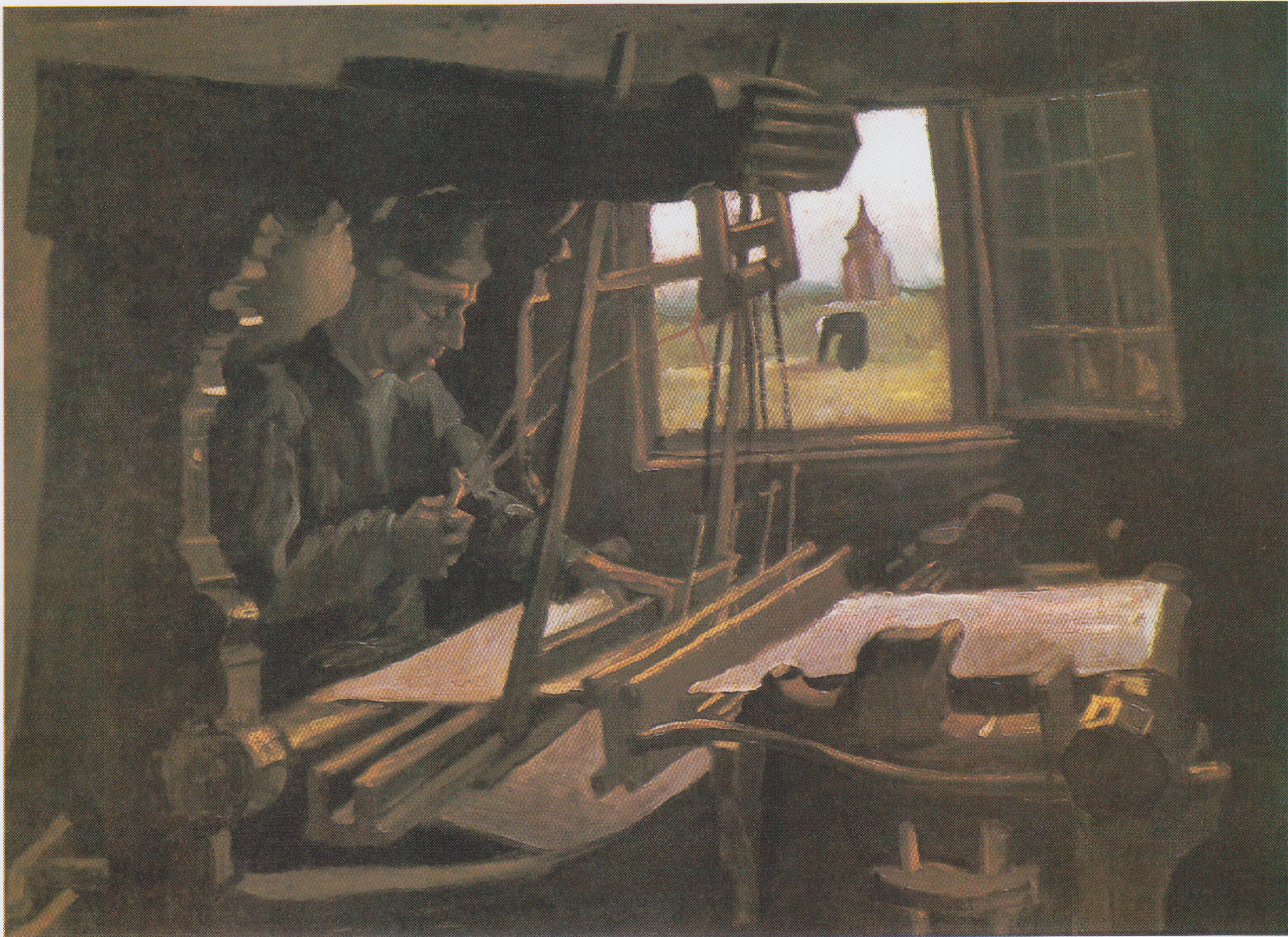
Tkacz przy otwartym oknie, nr kat.: F 24, JH 500, lipiec 1884, Nowa Pinakoteka, Monachium
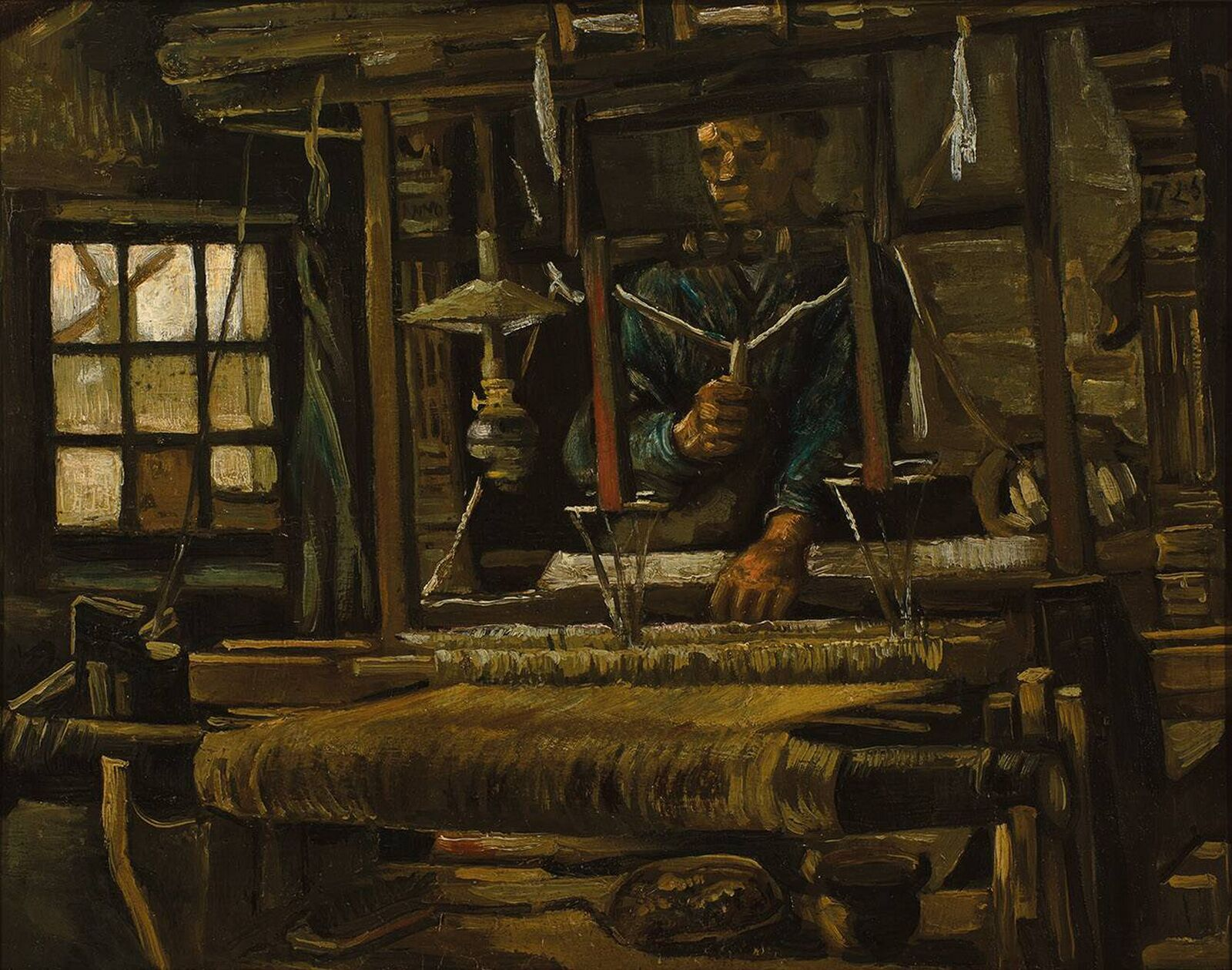
Tkacz, widziany z przodu, nr kat.: F 27, JH 503, lipiec 1884, Museum Boijmans Van Beuningen, Rotterdam
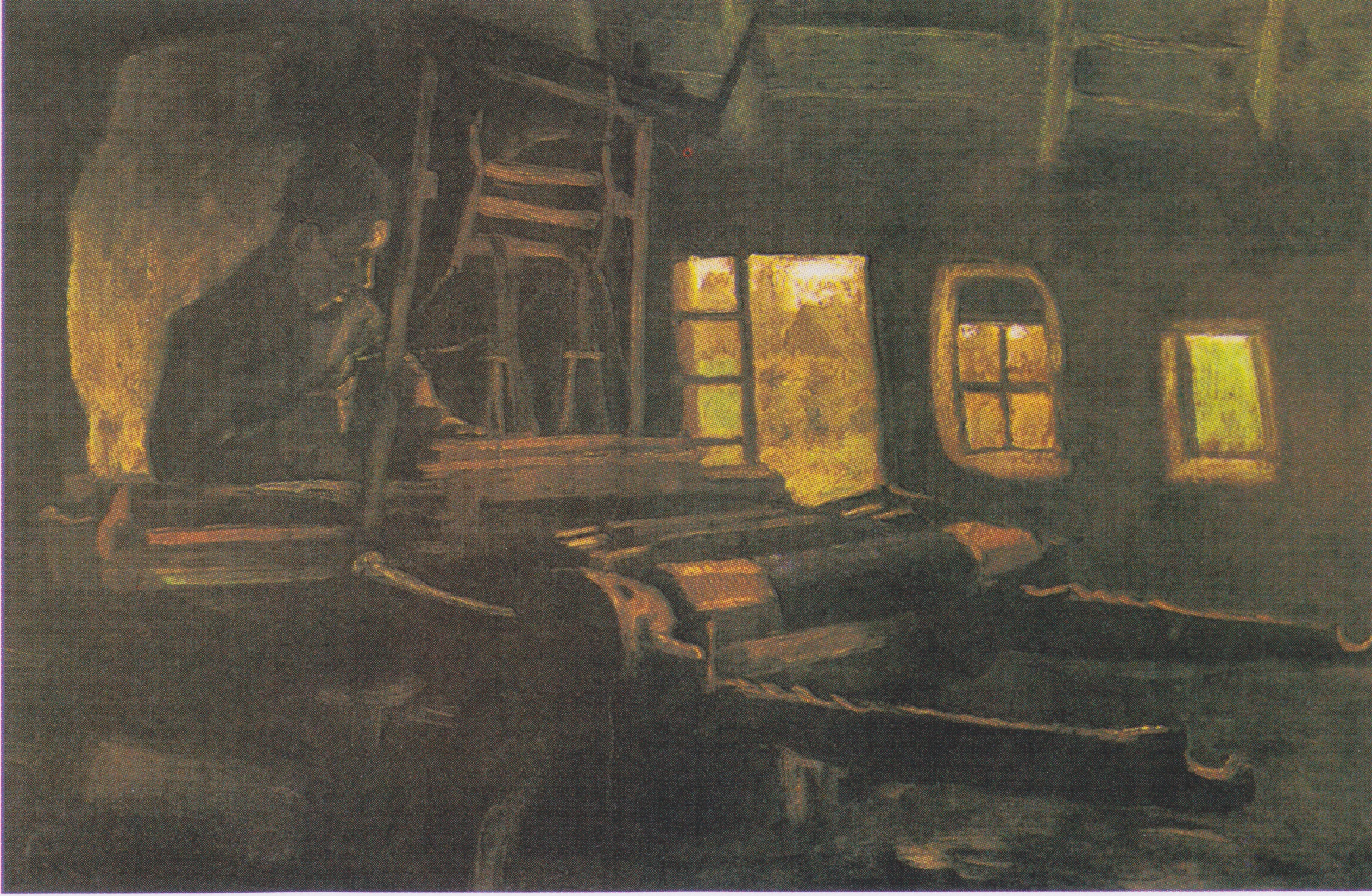
Tkacz, wnętrze z trzema małymi oknami, nr kat.: F 37, JH 501, lipiec 1884, Kröller-Müller Museum, Otterlo